# Unínská pahorkatina
Unínská pahorkatina je geomorfologický podcelek Chvojnické pahorkatiny.

## Vymezení
Podcelek leží v centrální části Chvojnické pahorkatiny a zabírá velkou část krajinného celku. Na severu sousedí s Dyjsko-moravskou nivou, západním a jižním směrem leží Borská nížina s podcelky Gbelský bor a Myjavská niva. Na jihovýchodě navazuje Senická pahorkatina, východním směrem leží Myjavská pahorkatina a Žalostinská vrchovina (podcelek Bílých Karpat). V severovýchodní části se nachází Skalický hájik a specifickým je podcelek Zámčisko, který tvoří samostatný ostrov ve střední části Unínské pahorkatiny.

## Chráněná území
Východní okraj území zasahuje do chráněné krajinné oblasti Bílé Karpaty, z maloplošných chráněných území zde leží:
- chráněný areál Vodní nádrž Petrova Ves
- chráněný areál Búdkovianske rybníky
- chráněný areál Lipnica-Savarka
- přírodní památka Chvojnica
- přírodní památka Chropovská strž[2]

## Doprava
Severní částí území vede silnice I/51 (Senica–Holíč), v Holíči končí i silnice II/590, vedoucí západní částí Unínské pahorkatiny ze Šaštína-Stráží.
Turistické stezky jsou jen v okolí Smrdáků, odkud vede zeleně značená turistická trasa na Zámčisko. Z lokality Miléniový kříž vedou stezky k městu Senica s propojením ke Kunovské přehradě.